# 밀양군 (1988년 선거구)
밀양군은 대한민국의 옛 국회의원 선거구이다. 당시 경상남도 밀양군 지역을 관할했다.

## 역사
제13대 국회의원 선거를 앞두고 밀양군·창녕군 선거구에서 분리되면서 신설되었다.
1989년 1월, 밀양군 밀양읍이 밀양시로 승격되었다. 이에 제14대 국회의원 선거를 앞두고 밀양시·밀양군 선거구로 개편되었다.

## 역대 국회의원
| 선거   | 정당 | 정당       | 의원   |
| ------ | ---- | ---------- | ------ |
| 1988년 |      | 민주정의당 | 신상식 |

## 역대 선거 결과

### 대한민국 제13대 국회의원 선거
|  | 50.37% |

|  | 30.82% |

|  | 15.20% |

|  | 2.02% |

|  | 1.57% |